# Акойт (станция метро)
«Акойт» (исп. Acoyte) — станция Линии A метрополитена Буэнос-Айреса. Станция расположена между станциями Рио-де-Жанейро и Примера Хунта.

## Местоположение
Станция расположена на проспекте Авенида Ривадавия 4900, в месте его пересечения с улицами Акойт и Хосе Мария Морено, в районе Кабальито.

## История
Эта станция относится к третьей части линии, открытой 1 июля 1914 года, которая объединила станции Примера Хунта и Площадь Мая. Ранее она называлась Хосе Мария Морено.
Название станция получила в память битвы при Акойт, состоявшейся 11 февраля 1818. Тогда 20 гаучо, Мартина Гуэмеса, входящих в армию под командованием генерала Bonifacio Ruiz de los Llanos, победили 200 солдат под командованием генерала Педро Антонио Оланета.

## Достопримечательности
- Парк Ривадавия
- Sanatorio Municipal «Dr Julio A. Méndez»
- Hospital «Dr. Carlos Durand»

Это коммерческий район, где есть супермаркет, кинотеатр и различные галереи с множеством магазинов. Также присутствуют развлекательные зоны и различные образовательные учреждения.

## Галерея

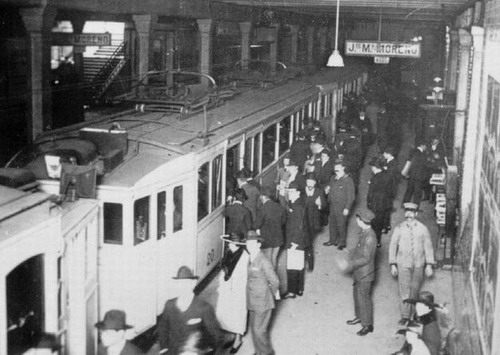
Станция в 1924
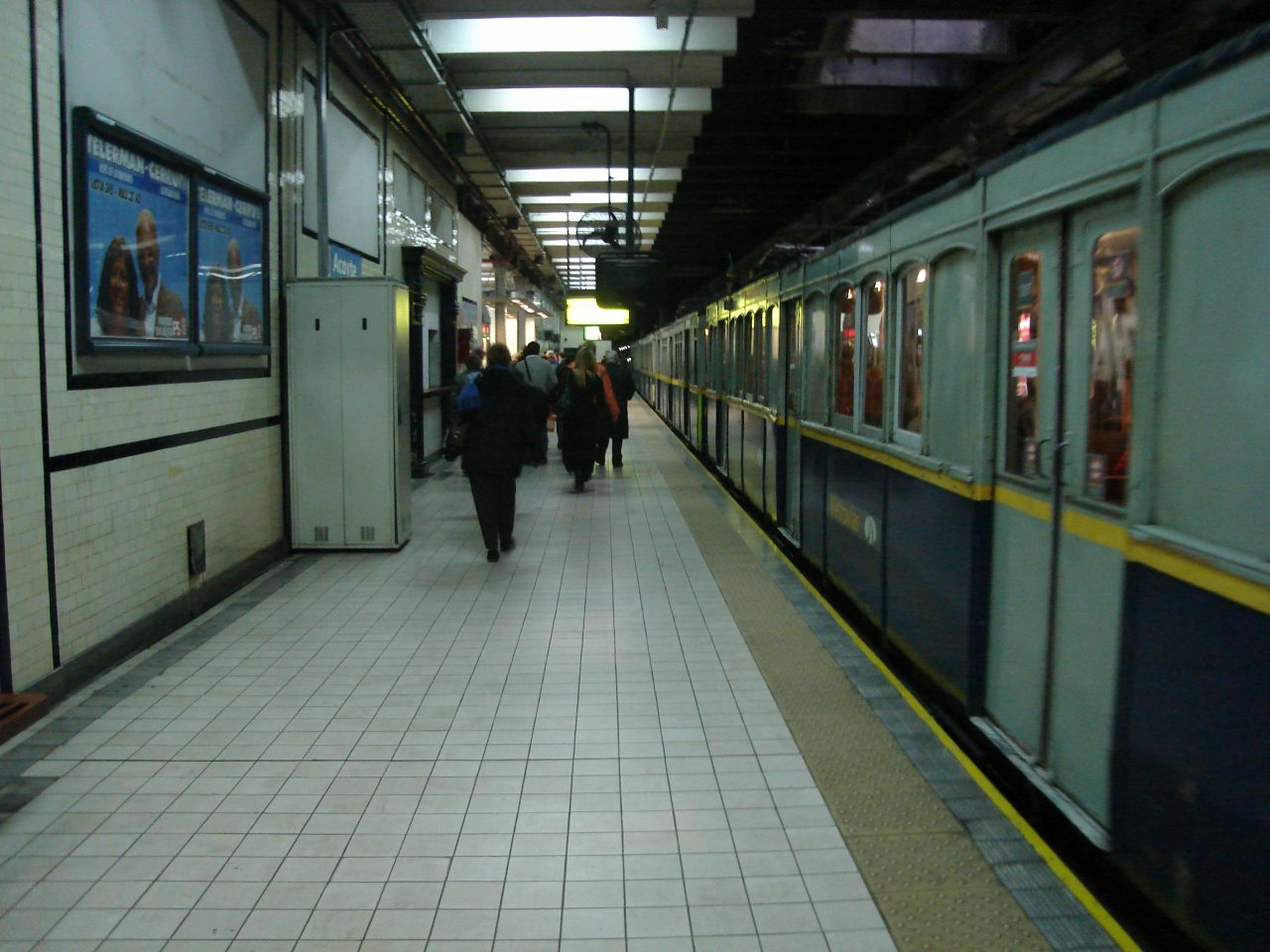
Вагон начала 20-го века La Brugeoise
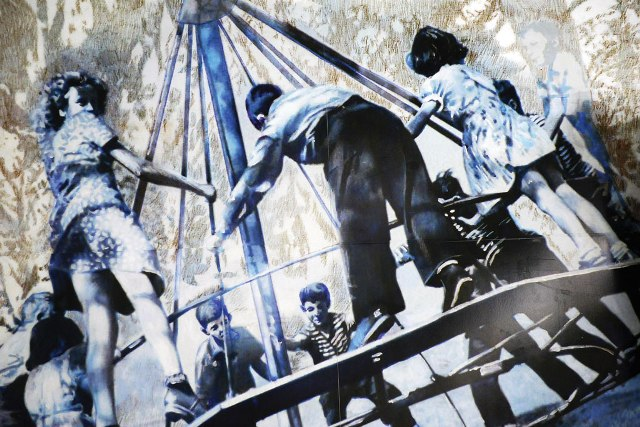
Интерьер
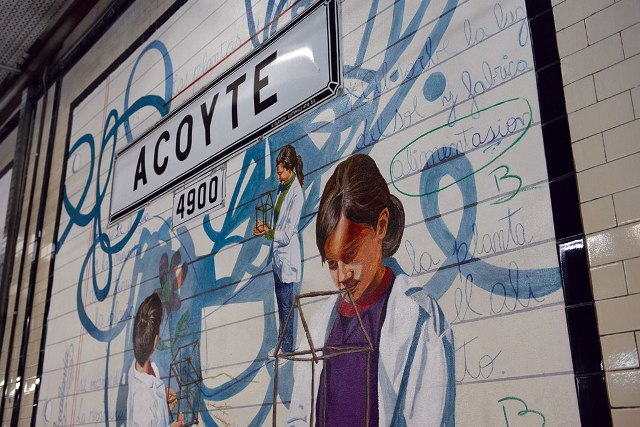
Интерьер
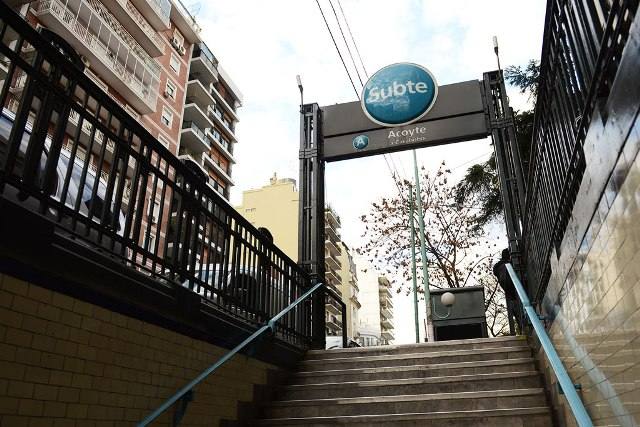
Вид с улицы